# Ройтенберг, Яков Наумович
Яков Наумович (Янкель Нахманович) Ройтенберг (28 мая 1910, Троянов, Волынская губерния — 6 марта 1988, Москва) — советский математик и механик, специалист по теории управления, доктор физико-математических наук. Педагог высшей школы, профессор.

## Биография
Родился 28 мая 1910 года в селе Троянов Житомирской области.
В 1938 окончил Московский механико-машиностроительный институт имени Н. Э. Баумана. Кандидат физико-математических наук (1941), тема кандидатской диссертации «К теории многогироскопной вертикали».
В 1947 стал доктором физико-математических наук (тема докторской диссертации «Силовые гироскопические стабилизаторы»), а в 1948 — профессором кафедры прикладной механики механико-математического факультета МГУ им. М. В. Ломоносова. С 1952 по 1956 год заведовал кафедрой прикладной механики.
С 1971 был членом редколлегии журнала «Известия Академии наук СССР. Механика твердого тела», в период 1960—1978 — заместителем ответственного редактора журнала «Вестник Московского университета. Математика. Механика», с 1978 — членом редколлегии журнала.

Могила Ройтенберга Я. Н.

Похоронен в Москве на Кунцевском кладбище.

## Научный вклад
В область научных интересов входили
- прикладная теория гироскопов
- общая механика
- теория колебаний
- теория управления движением
- синтез систем автоматического управления

- Разработана теория гироскопических устройств, обеспечивающих функционирование систем стабилизации, систем автоматического управления летательными объектами, инерциальными навигационными системами и др.
- Разработана теория многих гироскопических приборов: гироскопических компасов, вертикалей.
- Впервые получены полные уравнения прецессионного движения гироскопического компаса с учётом движения гиросферы как тела с тремя степенями свободы, с дополнительной свободой движения гироскопов внутри неё.
- Разработаны методы компенсации баллистических девиаций гироскопических приборов, возникающих вследствие маневрирования корабля, самолёта или другого объекта, на котором эти приборы установлены.
- Решен ряд важнейших задач оптимизации динамических систем и, в частности, гироскопических систем, находящихся под воздействием случайных сил.
- Разработана теория силовых гироскопических стабилизаторов, получивших широкое распространение на флоте и в авиации.
- Заложены основы нового направления механики гироскопических систем — управляемых гироскопических систем.
- Развиты методы исследования линейных нестационарных систем, описываемых дифференциальными и разностными уравнениями с переменными коэффициентами.
- Решены задачи реализации выбранной стратегии управления движением, а также задачи определения положения управляемой системы в фазовом пространстве в отсутствие об этом непосредственной информации и в отсутствие сведений о положении системы отсчета.
- Большой цикл работ посвящён применению вероятностных методов к задачам механики.

## Педагогическая работа
Подготовил и прочитал специальные курсы прикладной теории гироскопов, теории колебаний, автоматического регулирования, операционного исчисления. Создал новый университетский курс механики управляемых движений.
Среди его учеников 31 кандидат наук и 5 докторов наук.